# Thượng Hội đồng Quốc gia (Việt Nam Cộng hòa)
Thượng Hội đồng Quốc gia là cơ quan chấp chính dân sự do Ủy ban Lãnh đạo Lâm thời lãnh đạo là bộ tam đầu chế gồm ba tướng Dương Văn Minh, Nguyễn Khánh và Trần Thiện Khiêm cho thành lập vào ngày 8 tháng 9 năm 1964 để chuyển dần sang Chính phủ dân sự trong thời kỳ Quân quản của Việt Nam Cộng hòa. Tuy nhiên, cơ cấu này bị Hội đồng Quân lực tuyên bố giải tán vào ngày 20 tháng 11 năm 1964 sau một binh biến, chỉ sau hơn 2 tháng hoạt động.

## Thành phần & diễn biến
Ngày 7-9-1964, Trung tướng Dương Văn Minh được bầu làm Chủ tịch Ban lãnh đạo lâm thời Quốc gia và Quân lực. Ngày 8-9, Thượng Hội đồng Quốc gia được thành lập. Thượng Hội đồng Quốc gia có 16 thành viên gồm: Nguyễn Xuân Chữ, Tôn Thất Hanh, Nguyễn Văn Huyền, Ngô Gia Hy, Nguyễn Đình Luyện, Nguyễn Văn Lực, Trần Đình Nam, Hồ Văn Nhựt, Trần Văn Quế, Lê Khắc Quyến, Phan Khắc Sửu, Lương Trọng Tường, Hồ Đắc Thắng, Lê Văn Thu, Mai Thọ Truyền và Trần Văn Văn.
Ngày 27 tháng 9, Hội đồng bầu Kỹ sư Phan Khắc Sửu làm Chủ tịch. Ngày 24 tháng 10, Thượng Hội đồng Quốc gia tuyển nhiệm Chủ tịch Phan Khắc Sửu làm Quốc trưởng và bầu Bác sĩ Nguyễn Xuân Chữ làm Quyền Chủ tịch Thượng Hội đồng, Tổng thư ký là Trần Văn Văn. Ngày 26-10, ban lãnh đạo quốc gia quân lực (do tướng Dương Văn Minh làm Chủ tịch) chính thức chuyển giao quyền hành cho tân Quốc trưởng Phan Khắc Sửu.
Lúc đầu Bác sĩ Hồ Văn Nhựt được tuyển chọn để đảm trách chức Thủ tướng vì ông được sự ủng hộ của mọi thành phần tôn giáo và chính trị. Đây là chức Thủ tướng dân sự đầu tiên kể từ khi nền Đệ Nhất Cộng hòa của Tổng thống Ngô Đình Diệm bị phe Quân đội lật đổ. Tuy nhiên ông muốn tìm kiếm giải pháp hòa hợp dân tộc, và sau những cuộc thảo luận không thỏa đáng với Ủy ban Lãnh đạo Lâm thời và Chính quyền Mỹ, Bác sĩ đã từ chối chức vụ này. Thay vào đó, Trần Văn Hương, Đô trưởng Sài Gòn, được bổ nhiệm làm Thủ tướng.
Ngày 30-10, Giáo sư Trần Văn Hương được Quốc trưởng Phan Khắc Sửu bổ nhiệm làm Thủ tướng. Ngày 4-11, Chính phủ Trần Văn Hương ra mắt với một thành phần Nội các hoàn toàn dân sự. Trung tướng Nguyễn Khánh được cử làm Tổng Tư lệnh quân đội.
Chính phủ của ông Trần Văn Hương mặc dù được hậu thuẫn của nhiều thành phần nhưng bị bác sĩ Nguyễn Xuân Chữ, các lãnh đạo Phật giáo và lực lượng sinh viên chống đối kịch liệt vì cho rằng thành phần chính phủ không phản ánh đúng nguyện vọng của các đảng phái. Ông Hương lại không chịu nhượng bộ cải tổ nên tình hình trở nên tê liệt.
Ngày 5-11, Bác sĩ Nguyễn Xuân Chữ từ chức Quyền Chủ tịch Thượng hội đồng. Ngày 18-11, luật sư Lê Văn Thu được bầu làm Chủ tịch Thượng Hội đồng Quốc gia.  Hội đồng Quân lực ra lệnh giải thể Thượng Hội đồng Quốc gia vào ngày 20 tháng 11 năm 1964 để thành lập Hội đồng Quốc gia Lập pháp.

## Tác động
Thượng Hội đồng Quốc gia là cơ cấu chính quyền dân sự chuyển tiếp, nhằm chuyển dần quyền lực chính quyền Việt Nam Cộng hòa từ các tướng lĩnh quân nhân sau đảo chính 1963 về tay chính quyền dân sự. Thành tựu quan trọng của Thượng Hội đồng là việc soạn xong Ước pháp 20 tháng 10 năm 1964 trao chủ quyền quốc gia lại cho đại diện dân cử đảm nhiệm, thay thế cho Hiến chương lâm thời 4 tháng 11 năm 1963 vốn đặt quyền lực vào tay Quân đội. Tuy nhiên, Ước pháp trở thành vô giá trị sau ngày 19 tháng 12 năm 1964, khi các tướng lĩnh trong Hội đồng Quân lực thực hiện cuộc binh biến, thu hồi quyền lực vào tay các quân nhân.